# یورما لیمونن
یورما لیمونن (انگلیسی: Jorma Limmonen؛ ۲۹ سپتامبر ۱۹۳۴ – ۲۷ نوامبر ۲۰۱۲ (aged 76)) ورزشکار بوکس اهل فنلاند بود.
وی در مسابقات کشوری و بین‌المللی در مجموع برندهٔ ۱ مدال برنز شده‌است.